# Complexo de Édipo
O complexo de Édipo, termo criado por Freud e inspirado na tragédia grega Édipo Rei, designa o conjunto de desejos amorosos e hostis que o menino enquanto ainda criança  experimenta com relação a sua mãe. O suposto fenômeno psíquico também ocorre nas meninas com relação ao pai, mas a este se dá o nome de Complexo de Electra.

## Contexto
Freud baseou-se na tragédia de Sófocles (496–406 a.C.), Édipo Rei, uma trilogia que trata, em partes, da vida eterna de Édipo.
Produções modernas da peça de Sófocles estavam sendo encenadas em Paris e Viena, no século XIX e tiveram um sucesso fenomenal na década de 1880 e 1890. O neurologista austríaco Sigmund Freud  em seu livro A Interpretação dos Sonhos publicado pela primeira vez em 1899, propôs que um desejo edipiano é um fenômeno universal psicológico inato (filogenético) dos seres humanos e a causa de grande culpa inconsciente.:89 Ele baseou isso em sua análise de seus sentimentos ao assistir à peça, suas observações casuais de crianças neuróticas ou normais e no fato de que a peça Édipo Rei teve sucesso em ambos os públicos, antigo e moderno; ele também afirmou que a peça Hamlet fora eficaz pelo mesmo motivo.
Freud descreveu Édipo como segue:

Seu destino nos move apenas porque poderia ter sido o nosso - porque o oráculo lançou a mesma maldição sobre nós antes do nosso nascimento, como sobre ele. É o destino de todos nós, talvez, dirigir nosso primeiro impulso sexual para nossa mãe e nosso primeiro ódio e nosso primeiro desejo assassino contra nosso pai. Nossos sonhos nos convencem de que isso é assim.

É importante observar um grande equívoco de Freud em nomear o complexo de Édipo baseando-se no personagem clássico da obra de Sófocles. Freud em seu livro "A Interpretação dos Sonhos" deixa claro que aquele que sofre deste mal tem plena consciência de quem são seus pais. Mas o Édipo literário assassina o pai e tem filhos com sua própria mãe sem ter consciência de suas identidades. Podemos concluir então que o Édipo literário não sofria de complexo de Édipo.
A tragédia antiga expõe a “céu aberto” o que o inconsciente reluta em dizer. 

## O complexo de Édipo

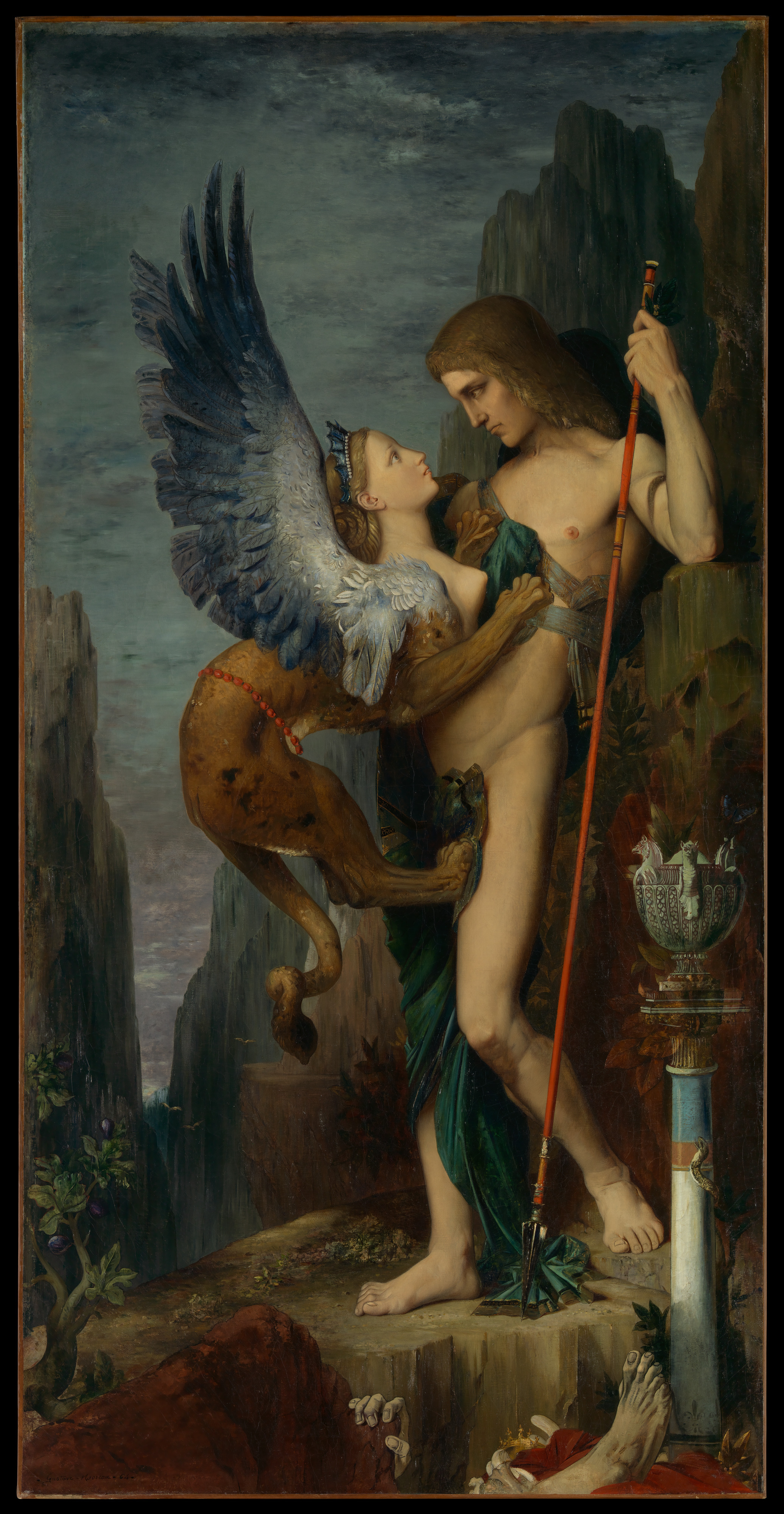
Édipo e a Esfinge, pintura de Gustave Moreau, (1864)

Na teoria clássica da psicanálise, o complexo de Édipo ocorre durante o estágio fálico do desenvolvimento psicossexual (a idade de 3 até 6 anos), quando ocorre também a formação da libido e do ego; no entanto, pode se manifestar em idade mais precoce. É o primeiro estágio em que as crianças tornam-se conscientes das diferenças sexuais. Com suas observações, Freud concluiu que nessa fase, tanto homens como mulheres desenvolvem temores sobre questões sexuais. Descobriu também em seus pacientes neuróticos manifestações inconscientes de fantasias de incesto com o progenitor do sexo oposto. Comprovou-se depois que o complexo de édipo não era somente recorrente em mentes doentias, mas sim um evento comum possível a todas as pessoas. Sendo acontecimentos importantes para a construção da personalidade normal ou patológica humana.
O infantilismo psicossexual: apesar de a mãe ser o parente que gratifica principalmente os desejos da criança, ela começa a formar uma identidade sexual discreta — "menino", "menina" — que altera a dinâmica do relacionamento entre pais e filhos; os pais tornam-se objetos de energia libidinal infantil. O menino dirige sua libido (desejo sexual) para a sua mãe, e direciona o ciúme e a rivalidade emocional contra seu pai, já que esse dorme com a mãe. Para facilitar a união com a mãe, o Id do menino quer matar o pai (como fez Édipo), mas o ego pragmático, baseado no princípio da realidade, sabe que o pai é o mais forte entre os dois homens que competem a posse da mulher. No entanto, o menino permanece ambivalente sobre o lugar do pai na família, o que se manifesta como o medo da castração pelo pai ser fisicamente maior; o medo é uma manifestação irracional e inconsciente do ID infantil. Na menina, ocorre a troca de referência amorosa, inicialmente a mãe, passando para o pai, isso acontece porque ela descobre que não possui um órgão evidente como no menino, colocando a culpa na mãe e desenvolvendo um sentimento de inveja do órgão masculino. Essas duas manifestações são denominadas complexo de castração (menino, medo de perder e menina, imagina que perdeu). Além disso, o superego é proveniente do complexo de édipo masculino, sendo ele a proteção contra o incesto e a agressão. Ademais, Freud concluiu que as meninas podem apresentar formas de desenvolvimento diversas, como: a inibição sexual ou a neurose, complexo de masculinidade ou feminilidade normal. Além disso, Freud acreditava que intrinsecamente cada individuo é bissexual, isto é, cada sexo é atraído pelo mesmo e pelo oposto, e essa linha de pensamento constitui basicamente a homossexualidade, que em alguns é latente ou atenuada. Todavia, esse fato agrava o Complexo de Édipo, pois os sujeitos carregam uma catexia sexual oriunda dos seus progenitores, quer seja a menina com a mãe ou o menino com o pai. Essa ideia ainda denota um fundamento biológico que demonstra a presença dos hormônios sexuais nos dois sexos. Apesar disso, ambos os complexos perduram-se durante o período fálico e concomitam em traços nos sítios de personalidade de cada qual.  

### A defesa psicológica
Em ambos os sexos, o mecanismo de defesa fornece resoluções transitórias do conflito entre as motivações do id e as motivações do ego. O primeiro mecanismo de defesa é a repressão, o bloqueio de memórias, os impulsos emocionais e as ideias da mente consciente; mas a sua ação não resolve o conflito Id-Ego. O segundo mecanismo de defesa é a identificação, pelo qual a criança incorpora, ao seu (super)ego, as características de personalidade do pai do mesmo sexo; no que se adaptar, o menino diminui sua ansiedade de castração, porque a sua semelhança com o pai o protege da ira do pai na sua rivalidade materna; ao se adaptar, a menina facilita a identificação com a mãe, que entende que, sendo do sexo feminino, nenhuma delas possui um pênis, e, portanto, não são antagonistas.